# Língua curônia

Tribos bálticas, ca. 1200 AD. As fronteiras são aproximadas.

O termo curônio (em alemão:  Kurisch; em letão:  kuršu valoda; em lituano:  kuršių kalba) pode se referir a duas línguas bálticas diferentes, mas relacionadas. 

## Curônio Antigo
Tradicionalmente curônio antigo refere-se a uma língua extinta falada pela tribo Curônia, que vivia em sua maioria na península da Curlândia (agora Letônia ocidental) e ao longo da margem Báltica. 
A língua desapareceu por volta do século XVII, deixando traços nos dialetos ocidentais da letão e lituano, no dialeto Samogiciano. Não se conhece qualquer documento escrito nesta língua, mas alguns texto lituanos antigos de regiões ocidentais mostram certa influência curônica.

## Curônio novo

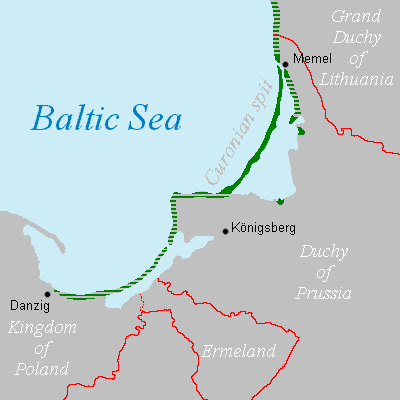
Área onde o curônio novo era falado em 1649.

A Nova Língua Curônia (curônio novo: Kursenieku valoda; em alemão:  Nehrungskurisch) é falada pelos Kurseniekis do Ístmo da Curlândia. Durante as várias migrações ao longo do século XIV ao XVII, curônios (já falando letão) estabeleceram-se no istmo da Curlândia na Prússia Oriental e tornaram-se conhecidos como Kurseniekis.
Sua língua foi influenciada pelo Baixo e Alto-alemão e pelo  lituano. Pelo fim do século XVIII novos dialetos curônicos formaram-se, com o dialeto do istmo da Curlândia sendo notavelmente distinto devido ao seu isolamento do continente.   

## Gramática curônia
O curônio é uma língua altamente inflexionada e arcaica. Sua gramática foi reconstruída baseada no letão, lituano e prussiano antigo, e nomes de lugares em curônio e textos e vocabulário em curônio novo.